# جورج شلدون (شیرجه‌رو)
جورج شلدون (انگلیسی: George Sheldon; ۱۷ مهٔ ۱۸۷۴ – ۲۵ نوامبر ۱۹۰۷) شیرجه‌رو اهل ایالات متحده آمریکا بود.